# 基洛夫斯基 (阿斯特拉罕州)
基洛夫斯基（羅馬化：Kirovskiy）是俄罗斯阿斯特拉罕州的市级镇，属卡梅贾克区，位于伏尔加河畔，在区行政中心卡梅贾克东南约30（19英里）处。
该地2021年有人口2,042人；2010年人口2,249；2002年人口2,259；1989年人口2,446。